# Cyklistika
Cyklistika je využívání jízdních kol (dříve též velociped) pro dopravu, rekreaci, cvičení nebo sport. Lidé zabývající se cyklistikou jsou cyklisté (dříve velocipedisté). Do cyklistiky se zahrnuje nejen jízda na jednostopých jízdních kolech, ale i na jednokolkách, tříkolkách, čtyřkolkách, lehokolech a podobných vozidlech na lidský pohon (HPV).
Jízdní kola vznikla v 19. století a jejich počet nyní celosvětově činí přibližně jednu miliardu. Jsou hlavním dopravním prostředkem v mnoha částech světa.

## Historie
Jednotlivé etapy principiálního zlepšování jízdního kola jsou následující:
- Karl Drais vynalezl roku 1816 tzv. draisinu, předchůdce dnešního jízdního kola. Jde o vozidlo se dvěma koly za sebou. Jezdec uvádí stroj do pohybu odrážením nohou o zem. Svůj vynález představil v Paříži 5. dubna 1818.
- Francouz Pierre Michaud začal v roce 1861 vyrábět první velocipedy opatřené na předním kole otočnými pedály.[pozn. 1]
- Dalším vylepšením bylo vysoké kolo Angličana Jamese Starleyho, který zahájil v 70. letech 19. století průmyslovou výrobu tohoto typu velocipédu, u kterého též nahradil dřevěné loukotě drátěným výpletem. Velké přední kolo umožňovalo dosažení větší rychlost, řízení a jízda však byly obtížnější a nebezpečnější. (Uvádí se, že první vysoké kolo s drátěnými výplety sestrojil v roce 1869 pařížský mechanik Eugène Meyer.)
- První komerčně úspěšné kolo, u kterého byla síla přenášena řetězem na zadní kolo uvedl do provozu roku 1884 synovec Jamese Starleyho – John Kemp Starley. Tak získalo jízdní kolo základní podobu, která se již u běžných modelů v principu nemění.

Vývoj jízdního kola
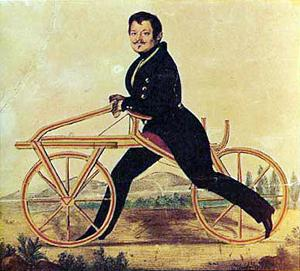
Karel Drais na své draisině
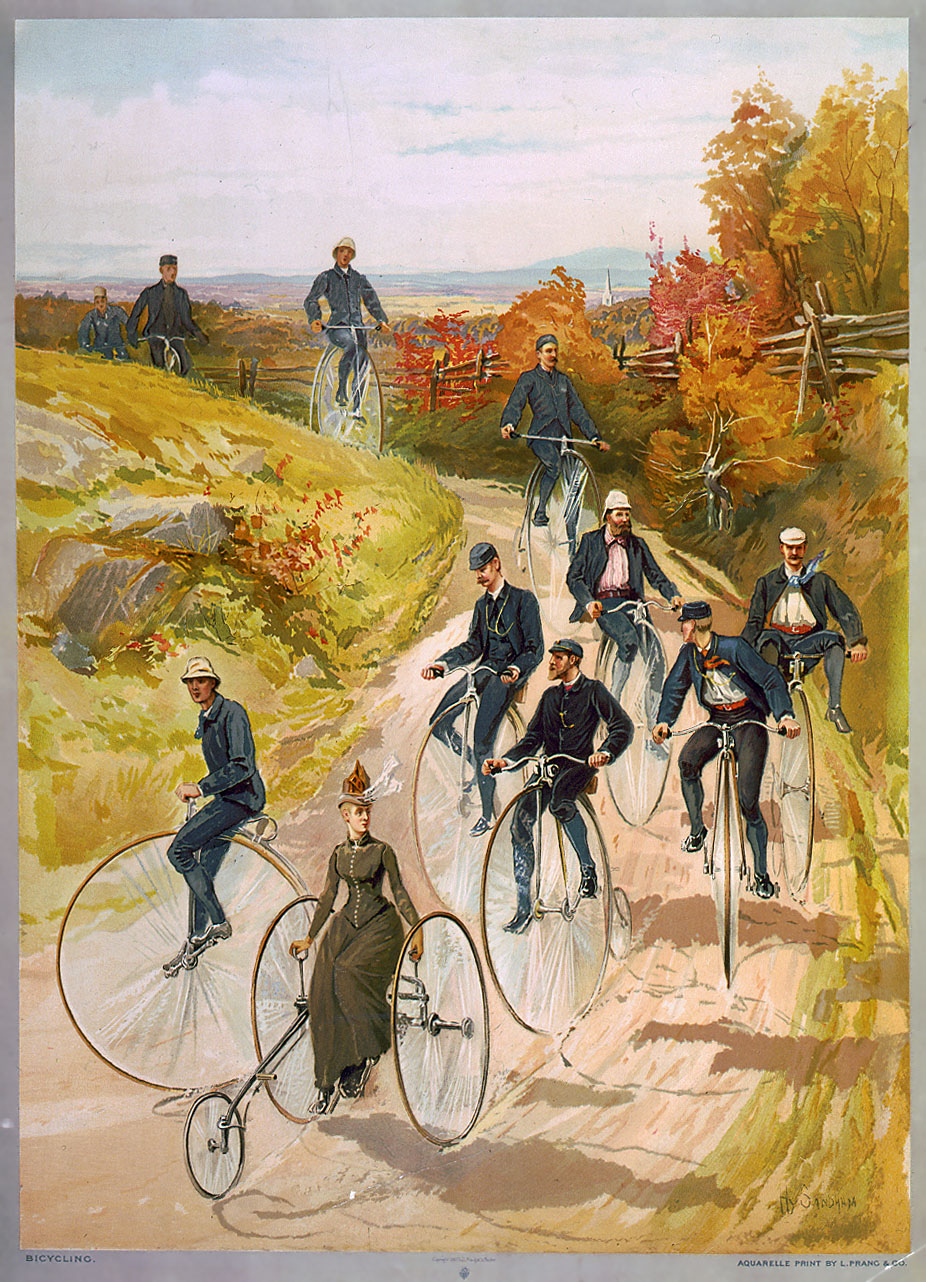
Henry Sandham: Cyklisté na vysokých kolech (1887)
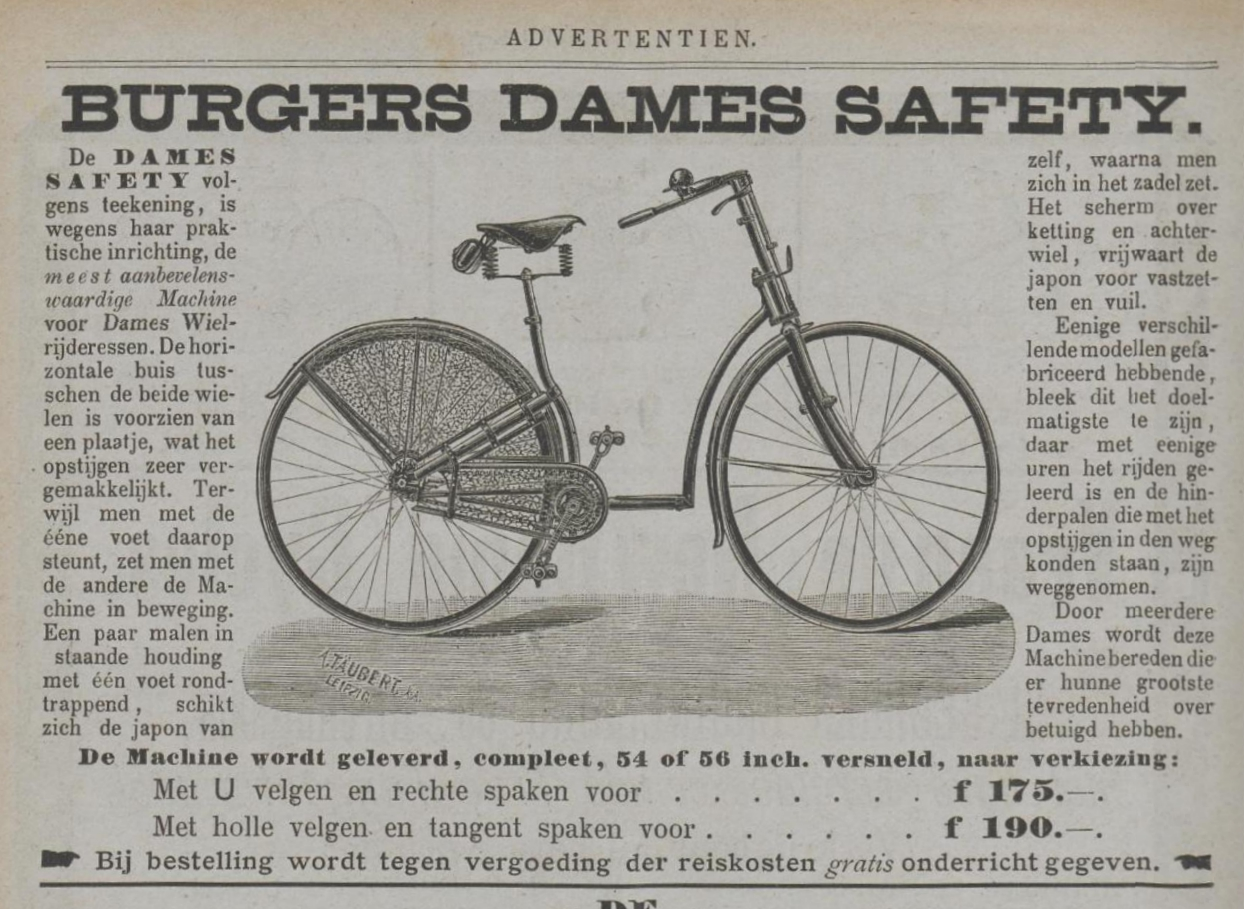
Nízké dámské kolo (1890)
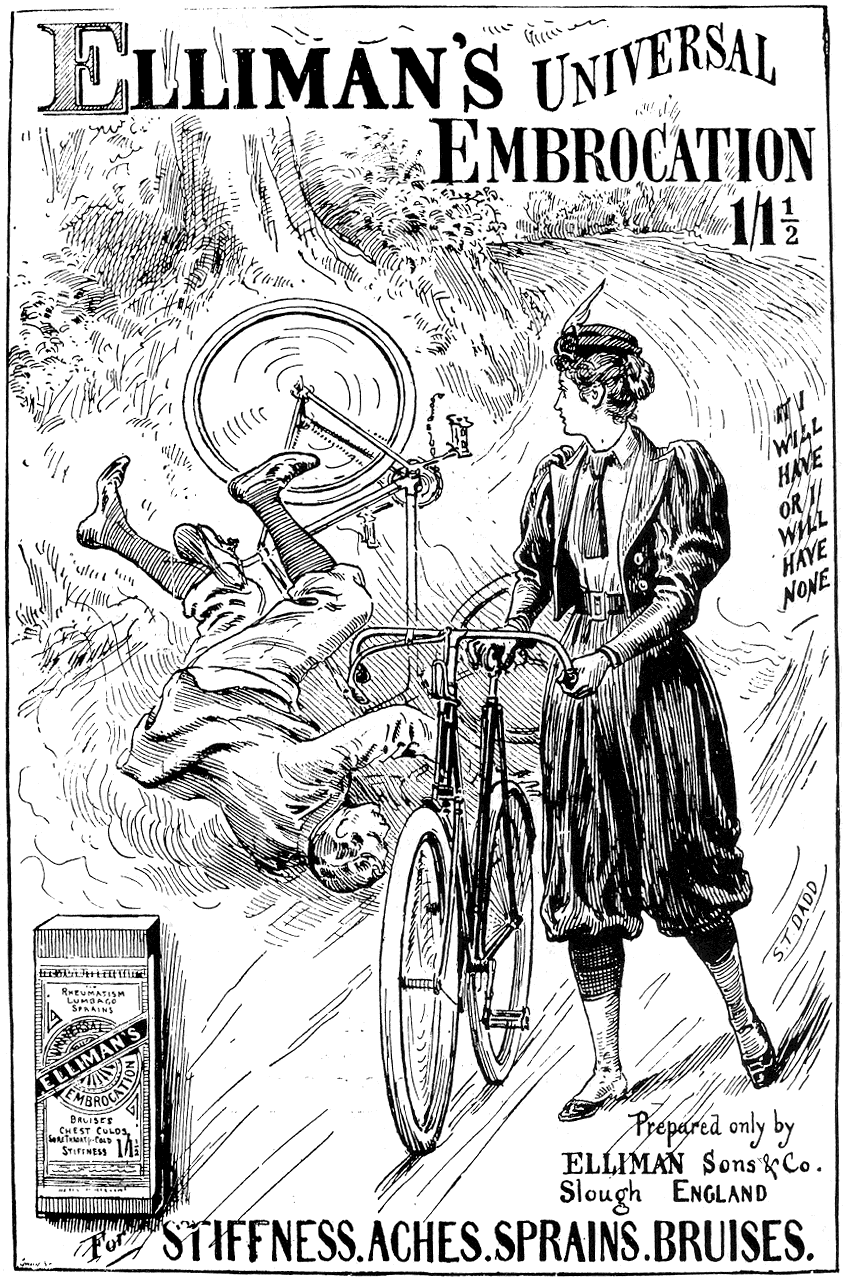
Žena s nízkým kolem v cyklistickém oblečení (1897)

### Historie cyklistiky v českých zemích

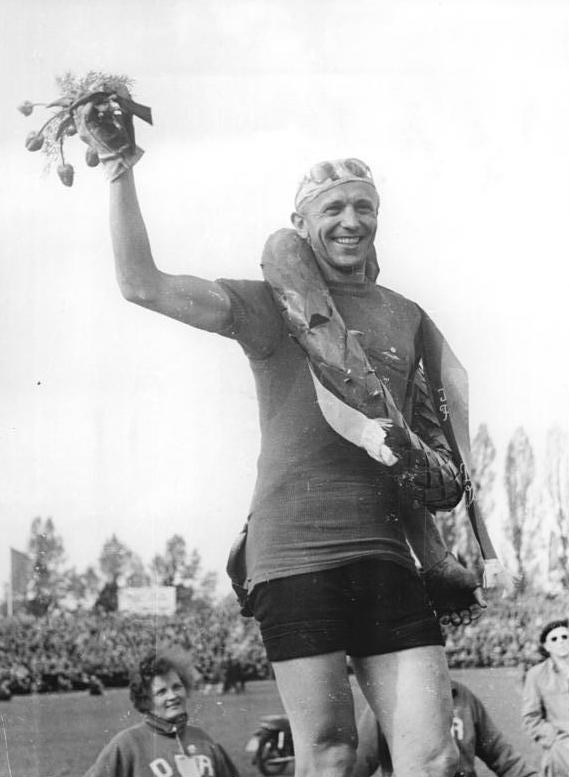
Jan Veselý (Závod míru 1955)

Za jednoho z prvních cyklistů je považován básník Ján Kollár (původem ze Slovenska); ten ve své Slávy dceři též oslavil draisinu (zpěv 1, znělka 40), na které údajně roku 1818 putoval z Jeny do Lobdy (správně Lobeda, nyní Jena–Lobeda – městská část Jeny, vzdálená od centra asi 5,5 km) za svou milou Mínou.
Průkopníky cyklistiky včetně závodní byla pražská rodina Kohoutů. Otec Jan Kohout byl první výrobce vysokého kola v Rakousko-Uhersku a zakladatel prvního rakousko-uherského klubu velocipedistů. Jeho synové František (1860–1918), Josef (1863–1946) a Petr (1867–1920) byli cyklističtí závodníci, sportovní funkcionáři, František a Petr též podnikatelé – výrobci jízdních kol.
Významnými českými cyklistickými závodníky po 2. světové válce byli např. vítěz Závodu míru Jan Veselý (1923–2003) nebo olympijský vítěz ve stíhacím závodu jednotlivců Jiří Daler (*1940). Mimořádných úspěchů v kolové dosáhli bratři Pospíšilové, kteří mezi lety 1964 a 1988 20krát zvítězili na mistrovství světa.

## Počet jízdních kol
Celkový počet jízdních kol není znám. Odhaduje se, že po roce 2000 jich ve světě existovala přibližně jedna miliarda. Z toho počtu jich v Číně bylo asi 450 milionů, USA se 100 miliony jízdních kol jsou na druhém místě.

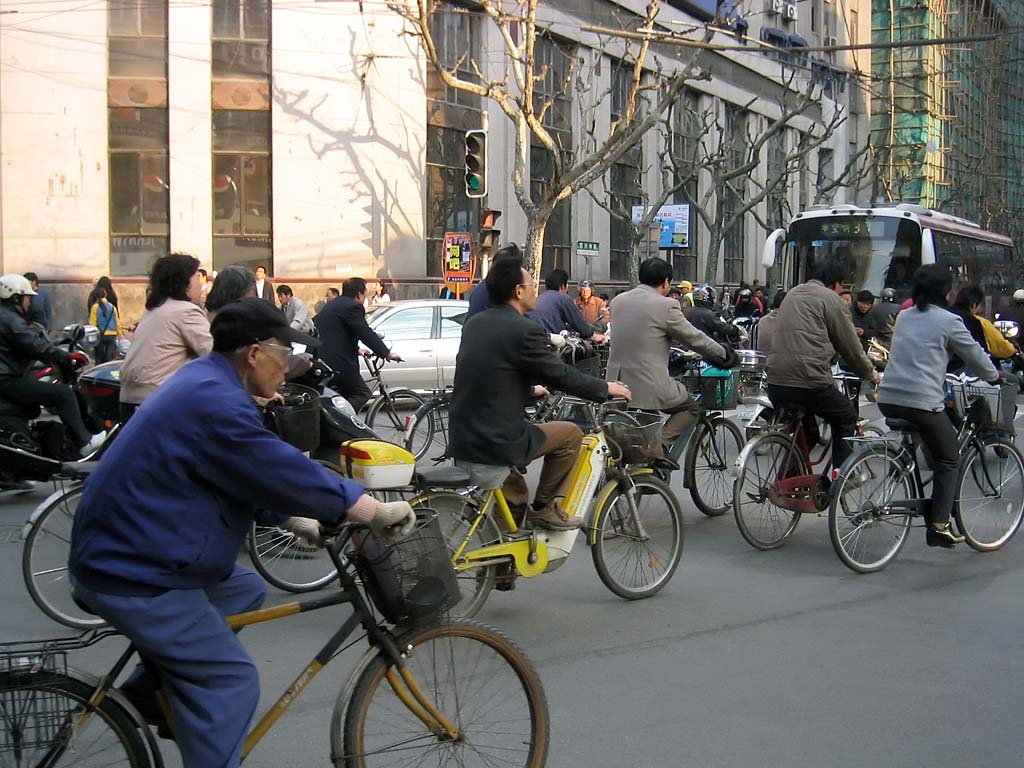
Cyklisté v Šanghaji (2006)
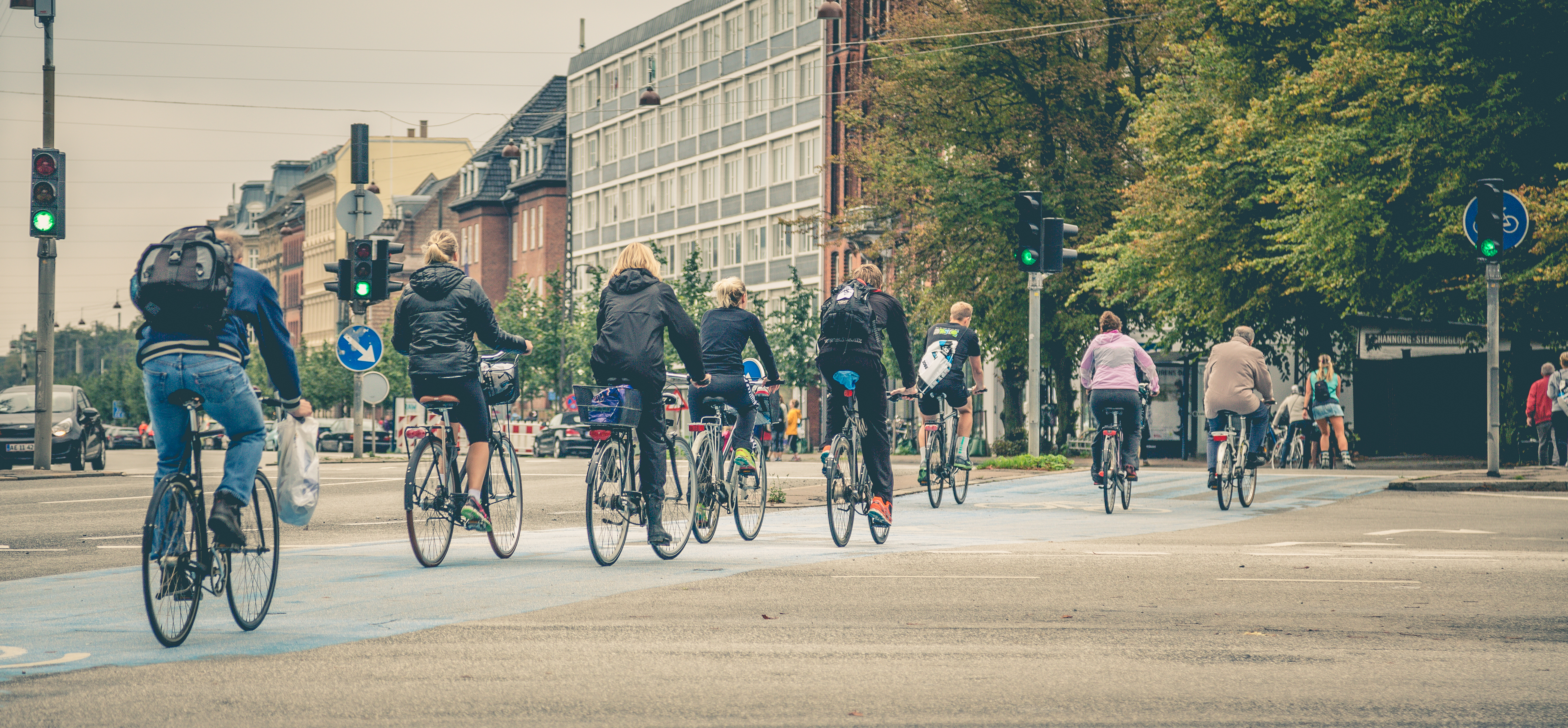
Cyklisté v Kodani (2007)

## Druhy cyklistiky
Jízdní kolo je prostředkem pro následující činnosti:

### Rekreační cyklistika
Rekreační cyklistika se prudce rozvíjela od 80. a 90. let 19. století, kdy byla vysoká kola nahrazena nízkými velocipédy s oběma koly stejné velikosti a s řetězovým pohonem (nazývané anglicky safety bicycle, francouzsky bicyclette de sécurité či německy Sicherheitsniederrad).
Bezpečnější konstrukce jízdního kola hrála významnou roli i v ženské emancipaci, když se kolo stalo dostupným dopravním prostředkem pro mnoho žen a hrálo i roli ve změnách ženského oblečení.

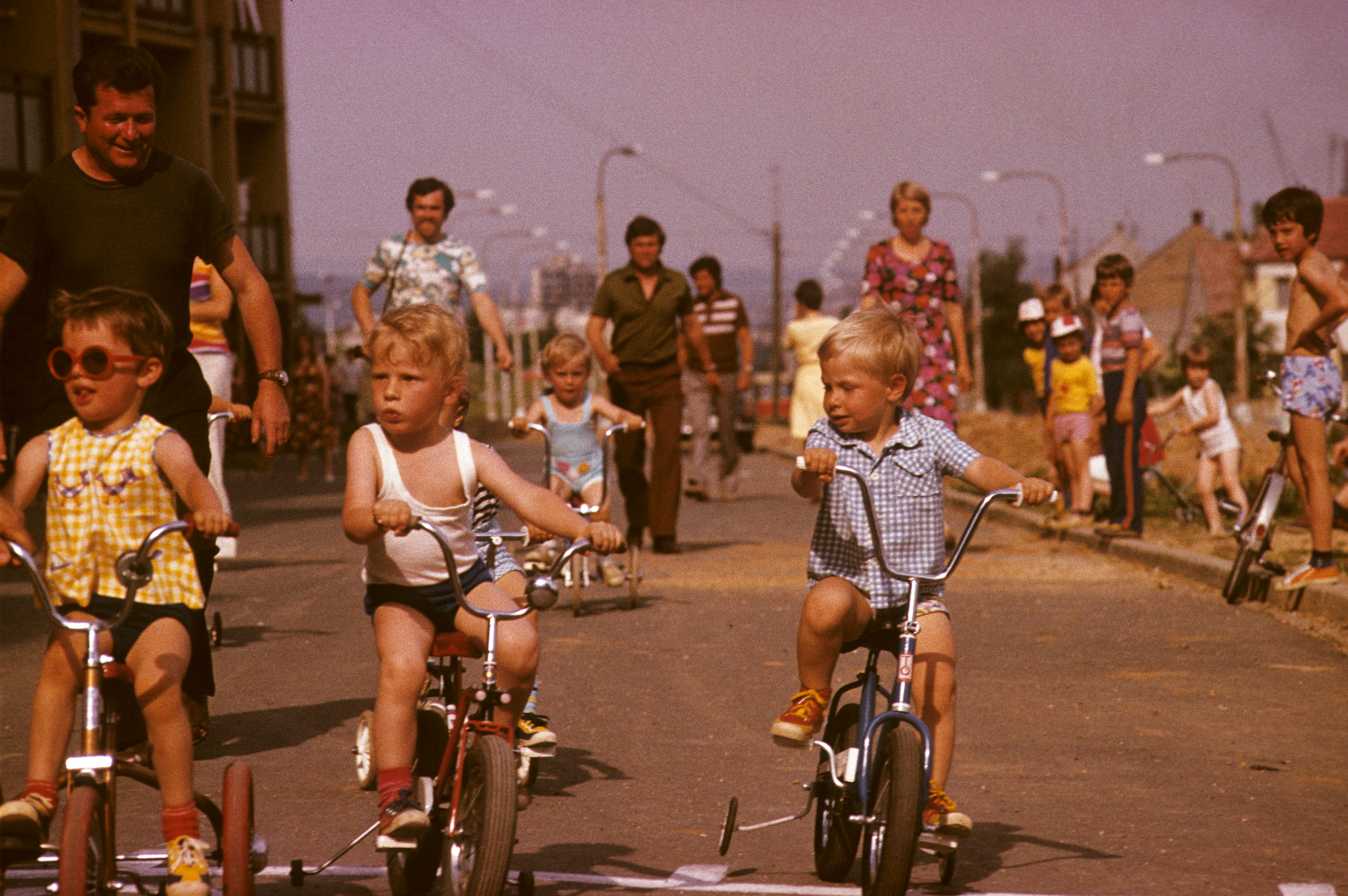
Závody na dětských kolech v 80. letech na sídlišti v Plzni.

### Dopravní cyklistika
Dopravní cyklistika je způsob přesunu lidí a věcí za pomocí jízdního kola. Jedná se o běžný způsob dopravy. Společně s chůzí se jedná o jeden z nejekologičtějších způsobů dopravy.

## Oblečení
S výjimkou dopravní cyklistiky, kdy si jezdec obvykle vystačí s běžným pohodlným oděvem spíše sportovního, ale i zcela civilního rázu, je pro cyklistiku nabízen široký sortiment zejména těchto dvou částí oděvu:
- cyklistické kalhoty - nejčastěji v černé barvě, z pružného přiléhavého materiálu (syntetická vlákna, elastan - obdoba legín), s dlouhými ("čapáky") nebo krátkými (kraťasy, "Bib Shorts") nohavicemi, nad pasem obvykle přecházející v různě široké a tvarované kšandy, v sedu s všitou speciální vložkou pro tlumení vibrací a odvod vlhkosti od pokožky - má-li tato vložka dobře plnit svoji hygienickou funkci, neobléká se pod kalhoty spodní prádlo, existuje ale i varianta, kdy se pod kalhoty bez vložky (vhodné i pro běh, jogging, běh na lyžích apod.) oblékají speciální přiléhavé spodky (slipy, boxerky) s vložkou; kalhoty mohou být tenké, ale i silnější a zateplené pro použití při nižších teplotách
- cyklistický dres (cyklodres, trikot) - přiléhavé silnější triko z podobného elastického materiálu jako kalhoty, obvykle s dlouhými rukávy, zapínání na zip až ke krku (bez výstřihu, ochrana např. před vosami apod.), v zadní části poněkud prodloužené (aby i při předklonu chránilo ledviny), často nad zadním spodním okrajem našité kapsy pro uložení drobných předmětů; zvláštním případem dresu je tzv. žlutý trikot, který obléká vedoucí závodník průběžného hodnocení při etapových závodech

Je možná i jednodílná varianta, kdy kalhoty nad pasem zakrývají i celý trup až ke krku a vzniká tak cyklistická kombinéza - opět ve variantách dlouhé/krátké nohavice, dlouhé/krátké rukávy.
Další součástí cyklistické výstroje mohou být i speciální boty.
Před vážnými následky úrazu hlavy jezdce chrání cyklistická přilba.